# Monachus
Monachus é o género de pinípedes da família Phocidae (focas) que corresponde aos animais popularmente designados por focas-monges (singular: foca-monge). São espécies de focas verdadeiras (e, como tais, sem orelhas, o que as distinguem dos membros da família Otariidae). Entre as focas-monges, no gênero Monachus, incluem-se as únicas focas que habitam mares ou oceanos subtropicais a tropicais. A foca-monge está seriamente ameaçada de extinção, devido à perda de seu habitat.

## Espécies
- Foca-monge-caribenha (M. tropicalis) - extinta por volta de 1950
- Foca-monge-mediterrânea (M. monachus)
- Foca-monge-havaiana (M. schauinslandi)